# (10265) Gunnarsson
Pour les articles homonymes, voir Gunnarsson.
(10265) Gunnarsson est un astéroïde de la ceinture principale.

## Description
(10265) Gunnarsson est un astéroïde de la ceinture principale. Il fut découvert le 2 septembre 1978 à La Silla par Claes-Ingvar Lagerkvist. Il présente une orbite caractérisée par un demi-grand axe de 3,23 UA, une excentricité de 0,08 et une inclinaison de 9,4° par rapport à l'écliptique.

## Compléments